# Абрамов, Алексей Михайлович
Алексей Михайлович Абрамов (28 августа 2000, Алексеевский район, Республика Татарстан) — российский борец по поясной борьбе куреш, по борьбе на поясах. Заслуженный Мастер Спорта России.
Первый юношеский по вольной борьбе 
Родом из посёлка городского типа Алексеевское, который находится в республике Татарстан, на берегу реки Кама. Начал заниматься вольной борьбой с детского сада подготовительной группы в возрасте 6 лет. Чемпион Игр «BRICS» 2024 года, 1 место в весовой категории 60 кг, поясная борьба Корэш. Является чемпионом «World Nomad Games» Всемирных Игр Кочевников, в состязании по поясной борьбе «Корэш» 2022,2024 года, в весовой категории 65 кг .Чемпион Европы по борьбе на поясах 2023 года. Чемпион мира по поясной борьбе «Кыргыз Курош» 2024 года в весовой категории 66 кг. Бронзовый призёр Кубка мира по борьбе на поясах 2021, 2022 года, серебряный призёр Кубка мира по борьбе на поясах 2023 года, чемпион мира по борьбе на поясах 2018, 2019,2021,2024года, чемпион мира по поясной борьбе корэш2022,2024 года, многократный чемпион чемпионатов России, международных и всероссийских соревнований..Тренируется под руководством"Заслуженного тренера России" Сулейманова Б.Р, и Сулейманова Г. Б. «Заслуженный тренер России, „Заслуженный мастер спорта России“» ,8-кратный Чемпион мира по борьбе на поясах.Член сборной команды России с 2018 года. Живёт в городе Казани. На всероссийских соревнованиях выступает за Республику Татарстан. Мастер спорта международного класса по поясной борьбе корэш, заслуженный мастер спорта России Заслуженный Мастер спорта России по борьбе на поясах..Имеет высшее образование. Окончил Поволжский государственный институт физической культуры спорта и туризма в 2022 году Бакалавриат. Закончил Магистратуру в Поволжском государственном университете физической культуры, спорта и туризма 2024 год.
Работает тренером по спортивной борьбе в с. Усады Лаишевского района.